# Пширова (Тухольський повіт)
Пширова (пол. Przyrowa) — село в Польщі, у гміні Ґостицин Тухольського повіту Куявсько-Поморського воєводства.
Населення — 151 особа (2011).
У 1975-1998 роках село належало до Бидгощського воєводства.

## Демографія
Демографічна структура станом на 31 березня 2011 року:
|          | Загалом | Допрацездатний вік | Працездатний вік | Постпрацездатний вік |
| -------- | ------- | ------------------ | ---------------- | -------------------- |
| Чоловіки | 75      | 15                 | 51               | 9                    |
| Жінки    | 76      | 23                 | 40               | 13                   |
| Разом    | 151     | 38                 | 91               | 22                   |